# Compagnie de Moscovie

Le tsar Ivan le Terrible montre son trésor à Jerome Horsey, ambassadeur de la reine Élisabeth Ire d'Angleterre.

La Compagnie de Moscovie (en anglais : Muscovy Company) est une compagnie de commerce anglaise incorporée en 1555. 
Cette première importante compagnie anglaise de commerce à actions est le précurseur d'un type d'entreprises qui va bientôt fleurir en Angleterre.
Elle est intimement associée avec quelques noms célèbres tels Henry Hudson et William Baffin. 
La Compagnie de Moscovie dispose du monopole du commerce entre l'Angleterre et la Moscovie jusqu'en 1698.
Et elle survit jusqu'à la révolution russe de 1917.

## Histoire

### Pionniers

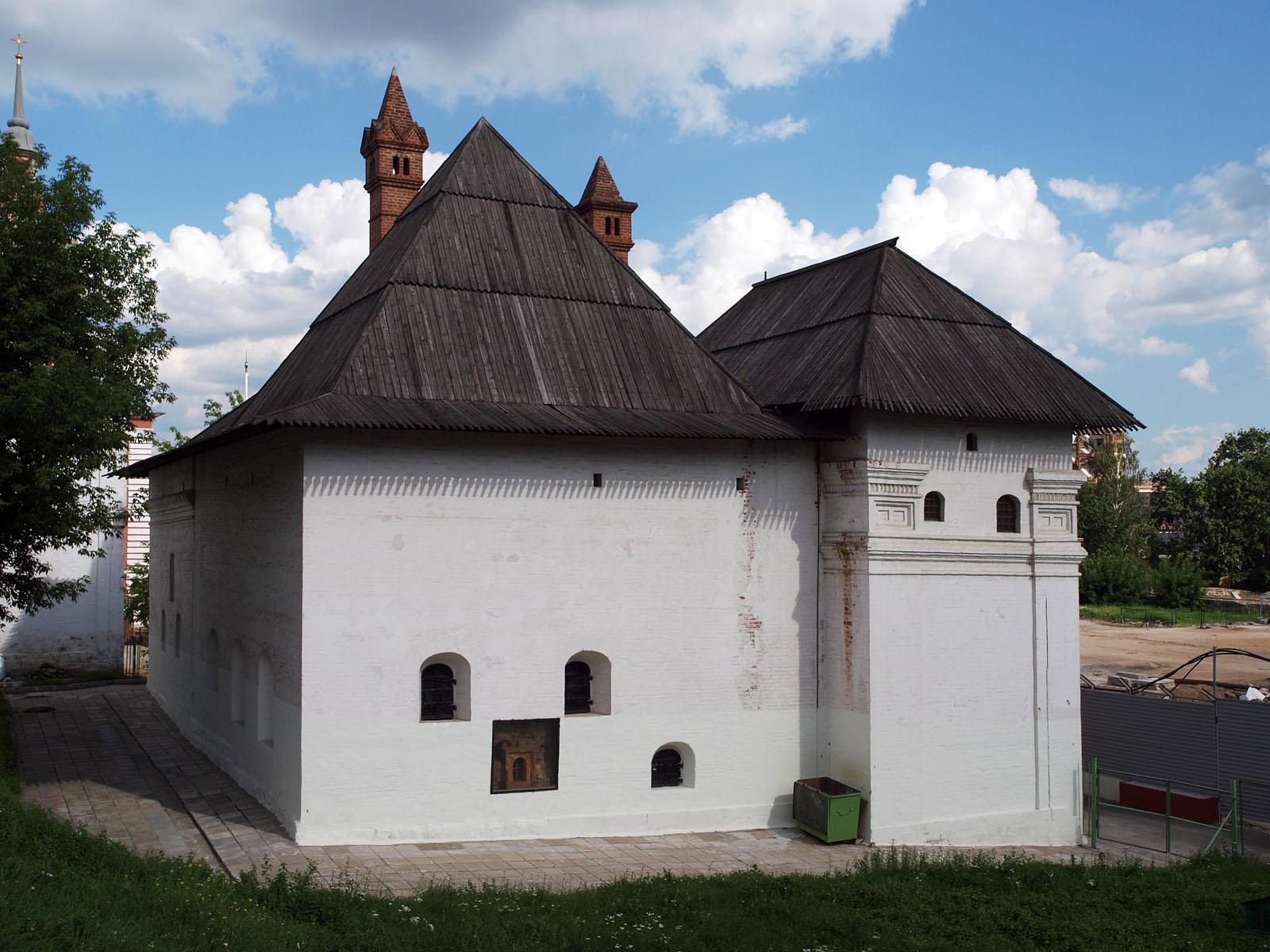
L’ancien « Cours des Anglais » de Moscou- siège de la Compagnie de Moscovie (vers 1490-1510)

En 1551, Richard Chancellor, Sébastien Cabot et Hugh Willoughby fondent une compagnie ayant pour nom : «Mystery and Company of Merchant Adventurers for the Discovery of Regions, Dominions, Islands, and Places unknown», dans l'intention d'explorer le passage du Nord-Est vers la Chine.
La première expédition était dirigée par Willoughby, qui semble avoir été choisi davantage pour ses qualités de chef que pour son expérience de la navigation. Une flotte de trois bateaux était ainsi formée : le Bona esperanza sous Willoughby, le Edward Bonaventure sous Chancellor et le Bona Confidentia. La flotte partit de Londres le 10 mai 1553, mais près des îles Lofoten les vaisseaux furent pris dans une tempête et celui de Chancellor fut séparé des deux autres.
Willougby traversa la mer de Barents et atteint la Nouvelle-Zemble. Il passa quelque temps à naviguer le long de la côte, puis vira au sud vers la Scandinavie. Rendu à l'embouchure de la rivière Arzina sur la côte près de Mourmansk le bateau fut emprisonné dans la glace. Willoughby et son équipage n'étaient pas préparés pour le froid, et après quelques tentatives infructueuses pour obtenir de l'aide pour lui et ses hommes il mourut gelé dans l'extrême froidure de l'hiver nordique. L'année suivante, le vaisseau et les corps gelés furent découverts par des pêcheurs russes.
Chancellor fut d'abord plus chanceux. Il entra dans la mer Blanche où des pêcheurs locaux furent surpris par le grand format des bateaux occidentaux. Il atteint le havre du monastère Nikolo-Korelsky sur la rivière Dvina septentrionale, près de l'actuelle Arkhangelsk qui sera fondée en 1584 pour servir le commerce florissant. La région était récemment annexée à la Moscovie, et quand le tsar Ivan IV sut l'arrivée de Chancellor, il l'invita immédiatement à Moscou pour un audience à la cour royale.  
Chancellor fit un trajet de plus de 1 000 km jusqu'à Moscou à travers la neige et la glace. Il trouva Moscou grande (plus que Londres) et primitivement construite, la plupart des maisons étant en bois. Toutefois, le palais du Tsar était très luxueux, comme furent les repas qu'il offrit à Chancellor. Le Tsar était ravi d'ouvrir les routes du commerce maritime avec l'Angleterre et d'autres pays, alors que la Russie n'avait pas encore à ce moment une liaison sécurisée avec la mer Baltique et que la région était contestée par les puissances voisines de l'Union polono-lituanienne  et l'Empire suédois. En outre, la ligue hanséatique avait un monopole sur le commerce entre la Russie et l'Europe centrale et occidentale. Chancellor était non moins optimiste, trouvant un bon débouché pour sa laine anglaise, et recevait des fourrures et autres biens russes continentaux en retour. Quand il retourna en Angleterre en 1554, il avait des lettres du Tsar avec lui, invitant les commerçants anglais et promettant des privilèges de commerce.

### Développement
La compagnie se renomme la Compagnie de Moscovie, et en 1555 Chancellor part de nouveau pour la Russie. La Compagnie de Moscovie commence à servir d'important lien diplomatique entre la Moscovie et l'Angleterre, ce qui était particulièrement important pour la Moscovie isolée. Quand Chancellor retourna en Angleterre un an plus tard en 1556, il était accompagné par le premier ambassadeur russe en Angleterre, Osip Nepeya. Mais Chancellor eut moins de chance que lors de son premier voyage : au large de la côte écossaise, son navire fut pris dans une tempête et fit naufrage. Chancellor se noya mais Nepeya réussit à atteindre la côte, où il fut pris en otage par les Écossais pendant quelques mois avant d'être en mesure de se rendre à Londres.
Chancellor fut remplacé comme principal commerçant de la Compagnie de Moscovie par Anthony Jenkinson, qui fit deux importants voyages lui-même : durant l'un, il essaya d'atteindre le Cathay par voie de terre à partir de Moscou, en d'arrêtant finalement à Boukhara ; l'autre, entre 1562 et 1579, eut pour but d'établir des routes commerciales terrestres vers la Perse à travers la Russie. En 1567, quand la Moscovie se trouva en mauvaise posture dans la guerre de Livonie, le tsar Ivan le Terrible demanda à Jenkinson d'interroger la reine Élisabeth Ire d'Angleterre en vue d'un éventuel mariage, ce qui aurait procuré un refuge au tsar s'il était obligé de fuir son pays. Les négociations ne donnèrent pas de résultat, et Ivan le Terrible dut signer un cessez-le-feu avec l'Union polono-lituanienne en 1570. 
Un voyage entrepris par la Compagnie de Moscovie peu de temps après la mort de Chancellor fut une autre tentative de compléter le passage du Nord-Est, dirigé par Stephen Burrough. Il essaya de naviguer à travers le détroit de Kara, entre l'île Vaygach et la Nouvelle-Zemble. En 1580, ce sont Arthur Pet et Charles Jackman qui sont chargés de la même mission par la Compagnie. 
En 1646, les marchands anglais furent expulsés de la Moscovie, mais le commerce rouvrit à la restauration de Charles II d'Angleterre en 1660, quand la Compagnie fut réorganisée en tant que compagnie régulière. Elle a bénéficié d'importants privilèges jusqu'en 1649 et un monopole sur le commerce anglais en Russie jusqu'en 1698, quand elle perdit ses privilèges à cause de l'opposition politique. Elle a continué d'exister jusqu'à la Révolution russe de 1917. Le bureau-chef de la compagnie (appelé la Vieille cour anglaise), fut construit durant le règne d'Ivan IV près du Kremlin de Moscou, a été visité par la reine Élisabeth II en 1994.